# 韩国国防部电台
韩国国防部电台（英语：MND Radio）是大韓民國针对朝鮮民主主義人民共和國製作的广播。广播语言为语，用短波广播。

## 概况
电台于2010年10月开始试播，2011年3月开始不定期播放，2011年7月开始定期播放，在2012年3月又大量增加了广播频率。2013年10月31日停播。
广播开始播放节目之前先播放歌曲，然后再播放节目。节目内容由韩国国防部负责。
电台的发射台位于江原道春川市，发射功率100千瓦。不过，由于北朝鮮经常对该电台进行干扰，因此在北朝鮮及周边国家收听该电台比较困难。

## 收听频率
| 韩国标准时（KST） | 频率          |
| 13:00-13:40       | 5150、6360kHz |
| 14:00-14:40       | 4925、6550kHz |
| 15:00-15:40       | 5270、6480kHz |
| 16:00-16:40       | 5290、6435kHz |
| 19:00-19:40       | 4925、6550kHz |
| 20:00-20:40       | 6270、6480kHz |
| 21:00-21:55       | 5150、6360kHz |

※韩国标准时＝UTC+9
- 为避开朝鲜的干扰，电台的频率会不定期变动。